# 秦王洞

## 概况
秦王洞：是一处人工开凿的工程，位于巨野县金山之南。经考证，实为西汉昌邑王(废帝)刘贺营而未用的废冢。前74年，汉昭帝崩，因无子，刘贺被征为帝。27天后，刘贺被废，回居巨野，元康三年，刘贺被封为海昏侯，移居豫章国，不得归葬巨野，遂成废冢。